# Kelly Benefit Strategies-Medifast/Saison 2008
Erfolge und Mannschaft des Teams Kelly Benefit Strategies-Medifast in der Saison 2008.

## Saison 2008

### Erfolge in der Continental Tour
| Datum        | Rennen                                            | Kat. | Fahrer         |
| ------------ | ------------------------------------------------- | ---- | -------------- |
| 25. Juni     | 2. Etappe Tour of Pennsylvania                    | 2.2  | Kevin Lacombe  |
| 27. Juni     | 4. Etappe Tour of Pennsylvania                    | 2.2  | David Veilleux |
| 28. Juni     | 5. Etappe Tour of Pennsylvania                    | 2.2  | David Veilleux |
| 24.–29. Juni | Gesamtwertung Tour of Pennsylvania                | 2.2  | David Veilleux |
| 4. Juli      | Kanadische Meisterschaft – Einzelzeitfahren (U23) | NC   | David Veilleux |
| 6. Juli      | Kanadische Meisterschaft – Straßenrennen (U23)    | NC   | David Veilleux |

### Abgänge-Zugänge
| Zugänge                  | Team 2007                | Abgänge             | Team 2008     |
| ------------------------ | ------------------------ | ------------------- | ------------- |
| Andrew Bajadali          | Jelly Belly Cycling Team | Ryan Roth           | Team Race Pro |
| Alex Candelario          | Jelly Belly Cycling Team | Kevin Bouchard-Hall | Unbekannt     |
| David Veilleux           | Jittery Joe’s            | David McCook        | Unbekannt     |
| Brian Buchholz           | Neoprofi                 | Dominique Perras    | Unbekannt     |
| Ben King                 | Neoprofi                 |                     |               |
| Jake Keough (ab 15.06.)  | Neoprofi                 |                     |               |
| Clay Murfert (ab 15.06.) | Neoprofi                 |                     |               |

### Mannschaft
| Name            | Geburtstag        | Nationalität       |
| --------------- | ----------------- | ------------------ |
| Andrew Bajadali | 1. Mai 1973       | Vereinigte Staaten |
| Dan Bowman      | 1. Juni 1982      | Vereinigte Staaten |
| Brian Buchholz  | 24. Dezember 1975 | Vereinigte Staaten |
| Alex Candelario | 26. Februar 1975  | Vereinigte Staaten |
| Martin Gilbert  | 30. Oktober 1982  | Kanada             |
| Mark Hinnen     | 24. Mai 1988      | Kanada             |
| Jake Keough     | 18. Juni 1987     | Vereinigte Staaten |
| Ben King        | 22. März 1989     | Vereinigte Staaten |
| Kevin Lacombe   | 12. Juli 1985     | Kanada             |
| Reid Mumford    | 22. Mai 1976      | Vereinigte Staaten |
| Clay Murfert    | 22. Februar 1989  | Australien         |
| Justin Spinelli | 31. August 1979   | Vereinigte Staaten |
| Jonathan Sundt  | 20. März 1974     | Vereinigte Staaten |
| David Veilleux  | 26. November 1987 | Kanada             |
| Nick Waite      | 22. Dezember 1983 | Vereinigte Staaten |